# Quando hai 17 anni
(Tagline del film)
Quando hai 17 anni (Quand on a 17 ans) è un film del 2016 diretto da André Téchiné
La sceneggiatura, scritta da Téchiné e Céline Sciamma, è liberamente ispirata al film per la televisione New Wave, diretto nel 2008 da Gaël Morel.

## Trama
Damien, uno studente di 17 anni, vive in un piccolo paese dei Pirenei con la madre Marianne, medico, mentre il padre, militare, è in missione all'estero. Tom è un ragazzo mulatto, figlio adottivo di una coppia di contadini che vive in una sperduta fattoria sulle montagne. Quando la madre di Tom rimane incinta, la madre di Damien si offre di ospitare il ragazzo per permettergli di finire l'anno scolastico con tranquillità. Damien e Tom si ritrovano loro malgrado a vivere assieme e a frequentare la stessa scuola. Inizialmente non si sopportano, arrivando anche a scontri fisici, ma presto sarà evidente che la loro ostilità era solo una sorta di ingenua difesa alla loro irrefrenabile attrazione reciproca, alla quale, abbattuta ogni remora, si abbandoneranno con il trasporto totalizzante dei loro 17 anni.

## Produzione
Per il suo 21° lungometraggio, il regista André Téchiné è tornato sul tema della vita adolescenziale più di vent'anni dopo il successo ottenuto con L'età acerba  (1994). La sceneggiatura è stata scritta da Téchiné in collaborazione con Céline Sciamma, regista di tre film di formazione: Naissance des pieuvres (2007), Tomboy (2011) e Diamante nero  (2014). Sulla loro collaborazione, Téchiné ha spiegato: "Ho avuto molta ammirazione per quello che ha portato al cinema francese, il lato innovativo del suo lavoro sull'adolescenza, e sapevo che il mio film ruotava attorno a due adolescenti. contenere il minor numero possibile di dialoghi, perché sia il più fisico possibile, dato che hai questi personaggi che non sono in grado di esprimere a parole la loro esperienza. Nello scrivere la sceneggiatura, io e Céline siamo stati d'accordo su questo, sulla creazione qualcosa di estremamente minimalista quando si tratta di dialogo."
Il film è stato prodotto dalla Fidélité Films. Le riprese si sono svolte a Bagnères-de-Luchon e sono state suddivise in due periodi diversi: una sessione invernale, il 13 febbraio 2015 e alcune settimane in estate (dal 25 giugno al 31 luglio 2015). Téchiné ha scelto di ambientare la storia nel sud-ovest della Francia, negli Alti Pirenei, con i suoi paesaggi montuosi, una regione del paese raramente rappresentata nei film. Téchiné ha commentato: "Pensavo che funzionasse visivamente molto bene, ma mi ha colpito anche il fatto che queste montagne, con il loro fascino malvagio e qualità incantevole, sembrino appartenere ad un mondo magico come quello dell'adolescenza, che si perde quando si entra nel più complesso mondo adulto pragmatico"

## Colonna sonora
Ad Alexis Rault è stato affidato il compito di comporre le musiche originali utilizzate quali colonna sonora del film. Una raccolta di 11 brani, intitolata Quand on a 17 ans (Bande originale du film), è stata prodotta da Deux Minutes Trente e commercializzata nel 2016.
Tra le musiche che accompanano la trama viene anche proposto, e ripetuto, il brano Yafaké di Victor Démé.

## Distribuzione
Il film è stato distribuito nelle sale cinematografiche francesi il 30 marzo 2016 da Wild Bunch. In Italia è stato distribuito da Cinema il 6 ottobre 2016.

## Accoglienza
Il film è stato presentato in anteprima alla 66ª edizione del Festival internazionale del cinema di Berlino. Ha raccolto un ampio consenso della critica. Ha una valutazione positiva del 94% su Rotten Tomatoes sulla base di 31 recensioni.
Stephen Holden del New York Times ha descritto il film come "Un commovente dramma sugli ormoni furiosi, il bullismo e il risveglio sessuale - e il film più forte in molti anni dal regista francese del dopo-New Wave André Téchiné."
Sul Los Angeles Times Justin Chang ha commentato: " Quando hai 17 anni si svolge nel corso di un anno diviso in tre capitoli, o "trimestri", come sono etichettati sullo schermo. È un riferimento al term schedule del sistema scolastico francese, ma anche alla nuova vita che si sviluppa nel grembo di Christine — una scelta appropriata per un film che interpreta, alla fine, come il lavoro di un artista appena nato".
Il critico cinematografico Glenn Kenny da RogerEbert.com cita dal film: "La necessità fa parte della natura … il desiderio non è di origine naturale. È superfluo. Così va una lettura in uno dei compiti scolastici di Thomas e Damien. Il progetto di Quando hai 17 anni, che si realizza attraverso l'accrescimento di dozzine di dettagli meravigliosi, è provare questa affermazione completamente sbagliata, per celebrare il desiderio come la cosa più naturale e necessaria nelle nostre vite".
Scrivendo per il The Hollywood Reporter, David Rooney ha definito il film "assolutamente straordinario ... una fetta ultra-naturalistica di vita adolescenziale e rocciosa che combina violenza e sensualità, perdita straziante e tenera scoperta."

## Riconoscimenti
- 2016 - Festival du film de Cabourg
  - Miglior rivelazione maschile a Kacey Mottet Klein
- 2016 - Outfest
  - Grand Jury Award - International Grand Jury Prize
- 2016 - Festival di Berlino
  - Candidatura all'Orso d'oro
- 2017 - Premio Lumière
  - Candidatura per la Rivelazione maschile a Corentin Fila
  - Candidatura per la Rivelazione maschile a Kacey Mottet-Klein
- 2017 - Premio César
  - Candidatura per la Migliore promessa maschile a Corentin Fila
  - Candidatura per la Migliore promessa maschile a Kacey Mottet-Klein

## Citazioni cinematografiche
- La foto di Thomas che si nasconde dietro alla rete del pollaio è una citazione visiva del film L'enfance nue (1968).
- Il poster del film C.R.A.Z.Y. (2005) è appeso sul muro della stanza di Damien.